# Leon Kroll
Abraham Leon Kroll (ur. 4 grudnia 1884 w Nowym Jorku, zm. 25 października 1974 w Gloucester) – amerykański malarz, przedstawiciel malarstwa realistycznego, najbardziej znany ze swych portretów, aktów kobiecych i pejzaży, mających za temat sceny miejskie Nowego Jorku oraz północno-wschodnie wybrzeża Stanów Zjednoczonych.
Był członkiem wielu organizacji, w tym National Academy of Design i American Academy of Arts & Letters. Otrzymał liczne nagrody i odznaczenia, w tym Legię Honorową (1950).

## Życiorys

### Młodość i edukacja
Leon Abraham Kroll urodził się w Nowym Jorku w 1884 roku. W wieku piętnastu lat podjął pracę jako asystent prezesa Art Students League of New York, Charlesa Yardleya Turnera, pomagając mu w rysowaniu planów terenów i elewacji budynków dla potrzeby Panamerykańskiej Wystawy w Buffalo w 1901 roku. Po zakończeniu wystawy Turner skierował go na studia w Art Students League oraz pomógł mu w znalezieniu pracy biurowej na uczelni, aby pokryć koszty studiów. W 1903 roku Kroll zapisał się na zajęcia w National Academy of Design, gdzie po roku studiów zdobył brązowy medal za swoją martwą naturę. W tym samym roku zdobył cztery nagrody, a w roku następnym uczelnia zakwalifikowała jego 5 obrazów na swoją wystawę. Dzięki uzyskanemu stypendium Kroll mógł spędzić lato 1906 roku w Woodstock, gdzie malował z Johnem Borroughsem i Paulem Doughertym. Lato 1907 roku spędził razem ze swoim bliskim przyjacielem, George’em Bellowsem w stanie Maine. Skaliste wybrzeża Maine przyciągały w tym czasie amerykańskich artystów. Ulubioną siedzibą lidera Ashcan School, Roberta Henriego i jego uczniów stał się Monhegan. W czasie studiów w National Academy of Design otrzymał stypendium Mooneya, dzięki któremu mógł wyjechać do Europy, aby rozwijać swoje umiejętności malarskie.

### Wyjazd do Europy
Po przybyciu w 1908 roku do Paryża Kroll zapisał się do Académie Julian, gdzie studiował pod kierunkiem Jeana-Paula Laurensa. Tworzył wpływem impresjonistów: Cézanne’a, Pierre’a-Auguste’a Renoira, Claude’a Moneta i Camille’a Pissarra. Wziął udział w kilku znaczących wystawach paryskich, a w Académie Julian zdobył kilka nagród. W 1908 roku jeden z jego aktów zdobył nagrodę Grand Prix w Paryżu.

### Powrót do Ameryki
Po powrocie do Ameryki w 1910 roku National Academy of Design zorganizowała wystawę jego paryskich prac. Pokaz ten okazał się artystycznym i finansowym sukcesem. W tym samym roku Kroll objął stanowisko wykładowcy w National Academy of Design pełniąc tę funkcję do 1918 roku. Na początku 1913 roku ponownie odwiedził, wspólnie z Bellowsem, Monhegan, gdzie obaj pracowali razem z Henrim i innymi członkami jego ugrupowania. Kroll zaprzyjaźnił się z kilkoma z nich: Johnem Frenchem Sloanem, Williamem Glackensem, George’em Luksem i Arthurem Bowenem Daviesem. W 1913 roku został zaproszony na wystawę Armory Show. Rozpoczął karierę artystyczną zdobywając pozycję jednego z najbardziej znanych malarzy-realistów w Ameryce.
W 1914 roku, dzięki udanej sprzedaży swoich obrazów, mógł ponownie wyjechać do Europy, gdzie malował w Fontainebleau i Barbizon. Odwiedził też Hiszpanię. W 1917 wyjechał do Santa Fe, gdzie wspólnie z Robertem Henrim i George’em Bellowsem uczestniczył w warsztatach malarskich. Podczas tego krótkiego pobytu namalował barwne, południowo-zachodnie scenerie w tym samym stylu, który stosował w swoich, lepiej znanych, nowojorskich obrazach i portretach. Jego twórczość w drugiej dekadzie XX wieku obejmowała, poza widokami Nowego Jorku (zwłaszcza jego mostami oraz Central Park), również portrety zmysłowych, nagich lub półnagich kobiet w naturalistycznych sceneriach, zwłaszcza w kamieniołomach Rockport i ich okolicach.

#### Lata 20. XX wieku
Kroll spędził lata 20. XX wieku podróżując między Europą i Stanami Zjednoczonymi. W 1920 roku został członkiem stowarzyszonym National Academy od Design. W 1923 roku przebywał w Europie w towarzystwie Roberta Delaunaya. W tym samym roku we Francji poznał, dzięki Robertowi i Sonii Delaunay Genevieve- Marię-Therese Domec, z którą następnie się ożenił. W 1924 roku w Art Institute of Chicago zorganizowana została indywidualna wystawa jego prac. Kolejne dwa lata spędził we Francji. W 1927 roku został akademikiem National Academy of Design. W latach 1927 i 1930 zdobył nagrody Pennsylvania Academy of the Fine Arts. W tym ostatnim roku zdobył również National Arts Club Maida Gregg Memorial Prize oraz Indianapolis Art Institute Purchase Prize. Równolegle do działalności artystycznej prowadził działalność pedagogiczną wykładając w: Maryland Institute (1919–1923), Art Institute of Chicago (1924–1925) i Pennsylvania Academy of the Fine Arts (1929–1930).

#### Lata 30. XX wieku

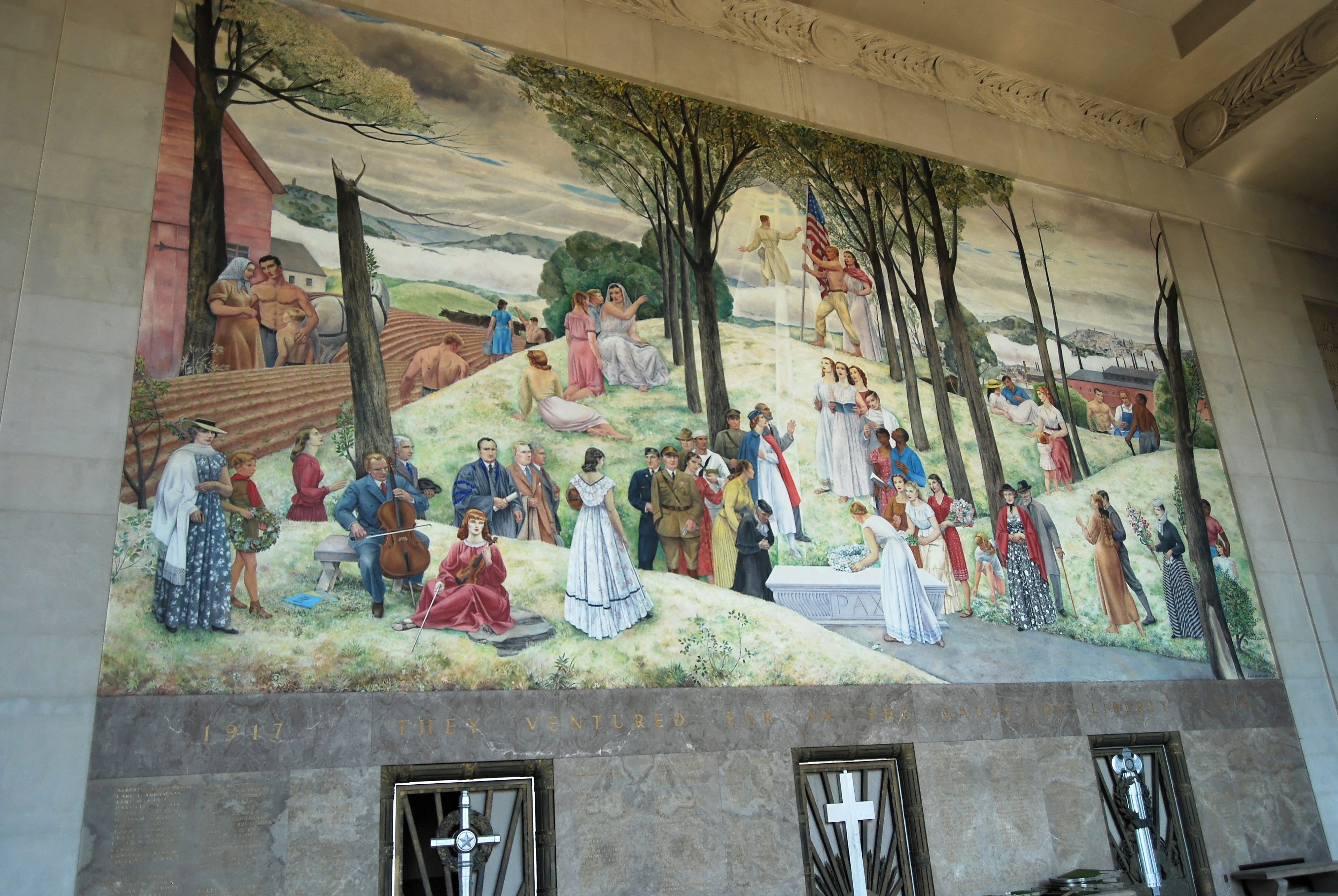
Mural główny pędzla Leona Krolla, 1938–1941, Worcester Memorial Auditorium

Jego popularność osiągnęła szczyt w latach 30. Zdobył wówczas liczne nagrody, a największe muzea organizowały wystawy jego prac. W 1936 roku na International Exhibition of paintings w Carnegie Institute of Technology zdobył pierwszą nagrodę za obraz Droga z Cove. W połowie lat 30. Kroll zaangażował się w federalne programy artystyczne, malując na zlecenie szereg murali, w tym: Klęska Sprawiedliwości i Triumf Sprawiedliwości w pokoju Prokuratora Generalnego w budynku Robert F. Kennedy Department of Justice Building Departamentu Sprawiedliwości (1935–1937) i mural w Izbie Pamięci I Wojny Światowej w Worcester Memorial Auditorium (1939–1941).
W latach 1931–1938 Kroll ponownie wykładał w National Academy of Design. W latach 1931–1935 był prezesem American Society of Painters, Sculptors and Engravers. Został wybrany do National Institute of Arts and Letters (zostając w 1943 roku jej wiceprezesem).
W 1937 roku Worcester Art Museum, w uznaniu jego zasług, zorganizowało retrospektywną wystawę jego prac.

#### Lata późniejsze
W latach 50. otrzymał zlecenia na wykonanie mozaiki na kopule kaplicy World War II Normandy American Cemetery and Memorial na Plaży Omaha we Francji oraz malowideł w izbie senackiej w Indiana State House w Indianapolis.
W 1950 roku Kroll został dyrektorem oraz przewodniczącym komisji artystycznej American Academy of Arts & Letters. W tym samym roku został kawalerem Legii Honorowej.
Działalność artystyczną kontynuował do późnych lat swojego życia, malując obrazy w swoim nowojorskim studiu. W 1971 roku otrzymał Medal Prezesa za całokształt twórczości, przyznany mu przez National Academy of Design. Zmarł w 1974 roku w Gloucester w stanie Massachusetts.

### Twórczość
W czasach, gdy amerykański świat sztuki szybko zmierzał w kierunku abstrakcji i innych stylów, określanych ogólnie mianem modernizmu, Leon Kroll pozostawał malarzem realistycznym. Był czołowym artystą swoich czasów, malującym bujne pejzaże, postacie i martwe natury. Inne jego tematy, takie jak sceny przemysłowe i miejskie, zawierające elementy stylu social realism, były malowane grubszymi pociągnięciami pędzla niż inne jego prace. Szczególną uwagę artysta poświęcał ludzkim postaciom, z których liczne przypominały senne zjawy w przejrzystych strojach, leżące na tle pejzażu.

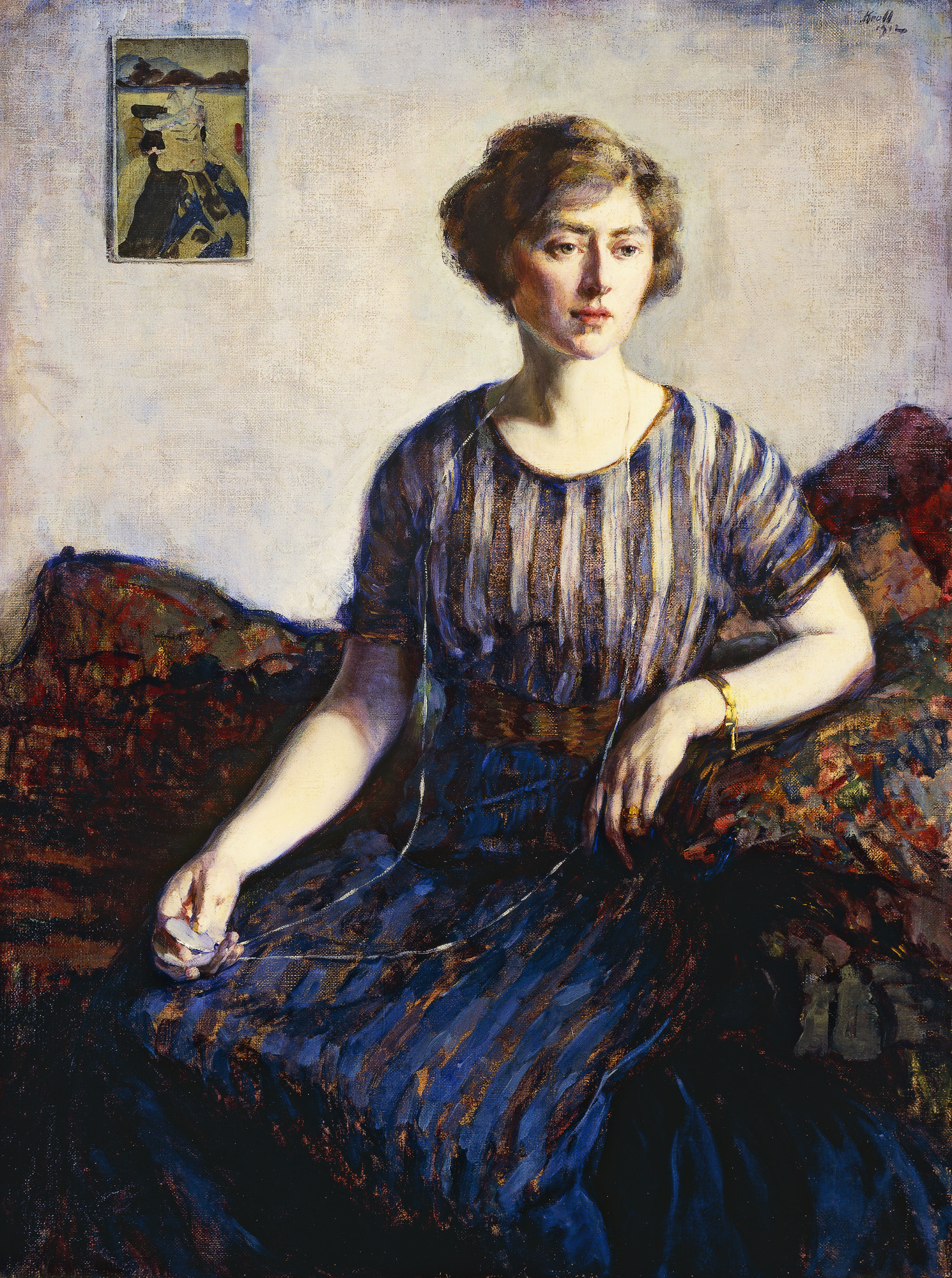
Tess Kroll Pergament, siostra artysty, 1912, kolekcja prywatna
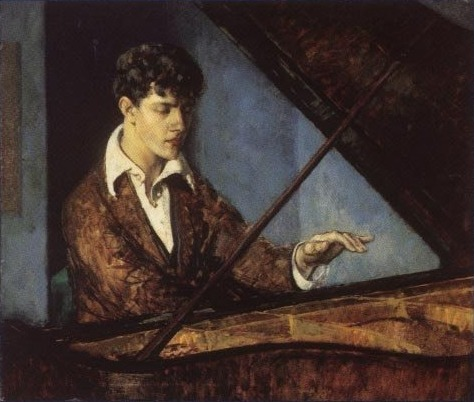
Leo Ornstein przy fortepianie, 1818, Art Institute of Chicago
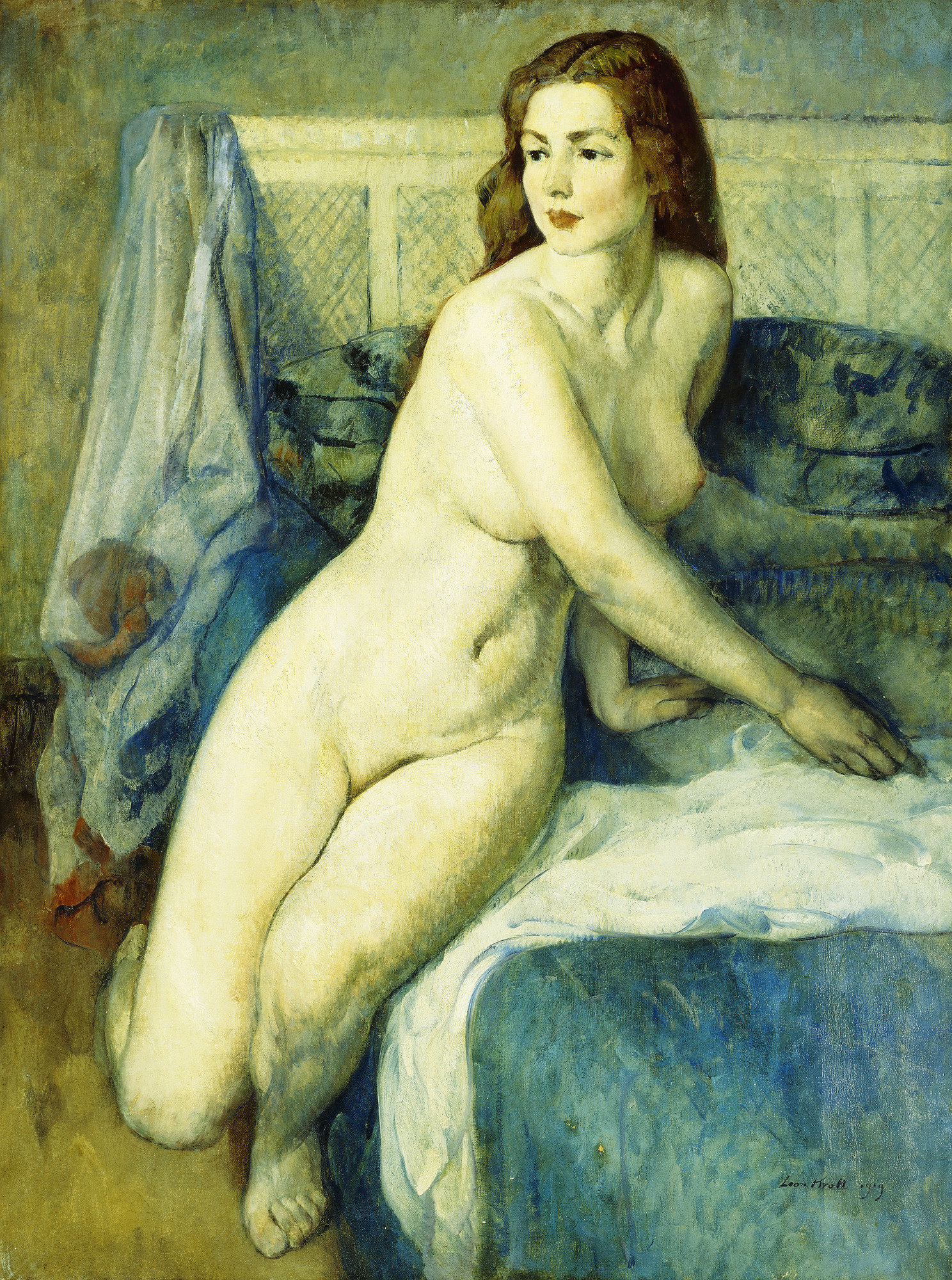
Akt w błękitnym wnętrzu, 1919, kolekcja prywatna
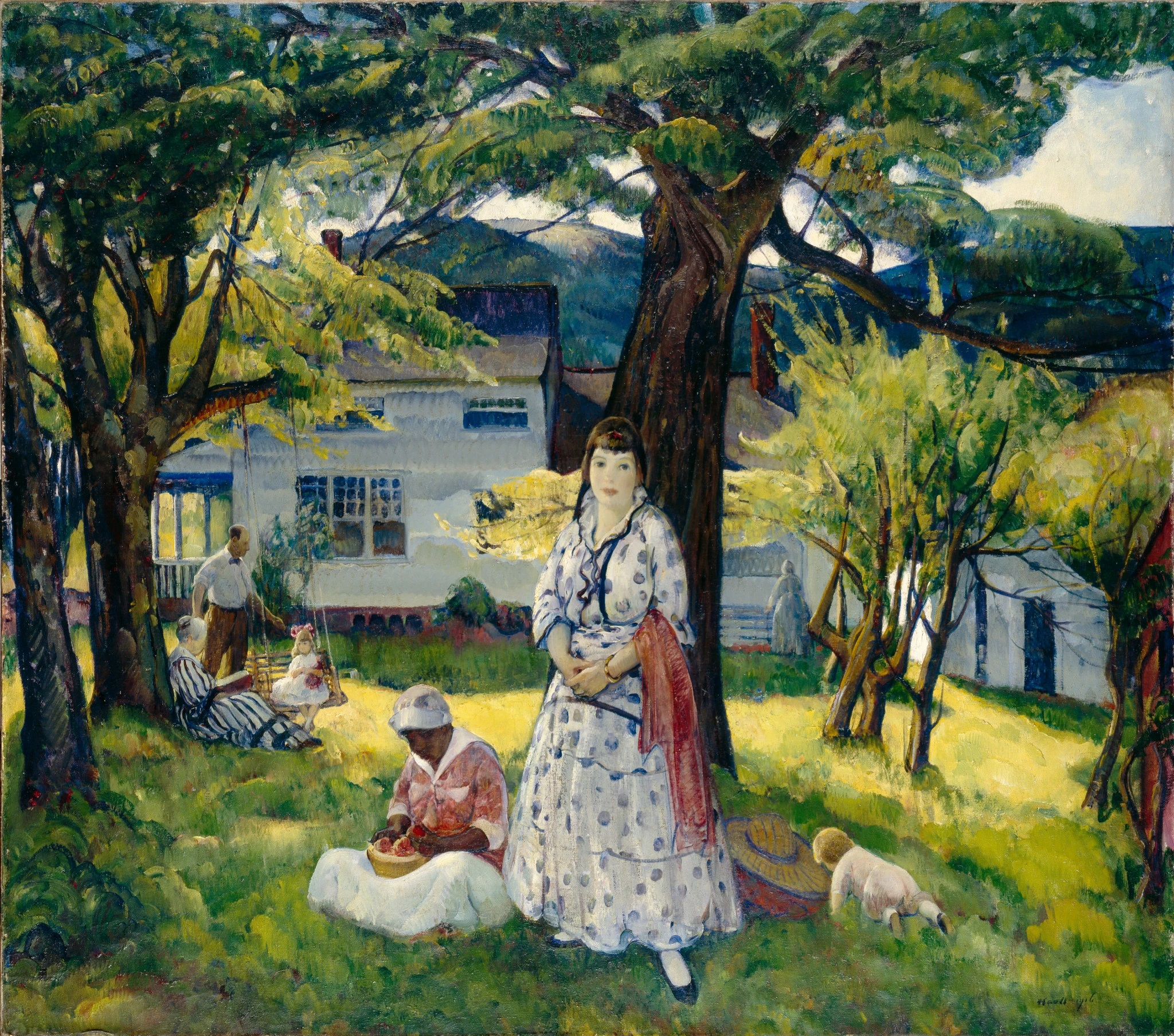
Na wsi, 1916, Detroit Institute of Arts
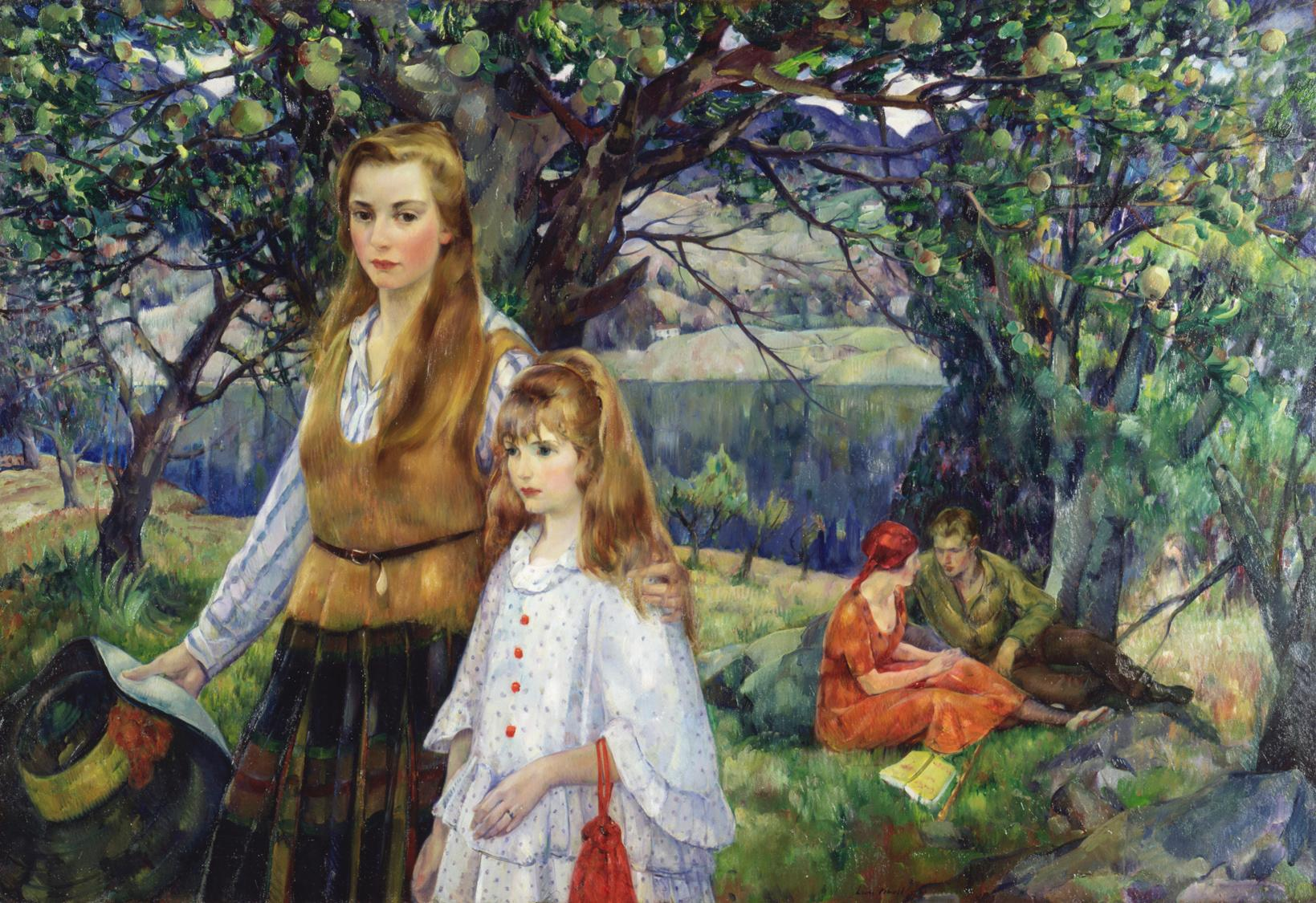
Na wzgórzach, 1920–1921, Chrysler Museum of Art

## Zbiory
Prace Leona Krolla znajdują się w zbiorach głównych amerykańskich muzeów sztuki, w tym: Art Institute of Chicago, Baltimore Museum of Art, Cleveland Museum of Art, Corcoran Gallery of Art, Detroit Institute of Arts, Indianapolis Museum of Art, Los Angeles County Museum of Art, Metropolitan Museum of Art, National Academy of Design, New Mexico Museum of Art, Pennsylvania Academy of the Fine Arts, Princeton University Art Museum, Smithsonian American Art Museum i Whitney Museum of American Art.